# Remedello

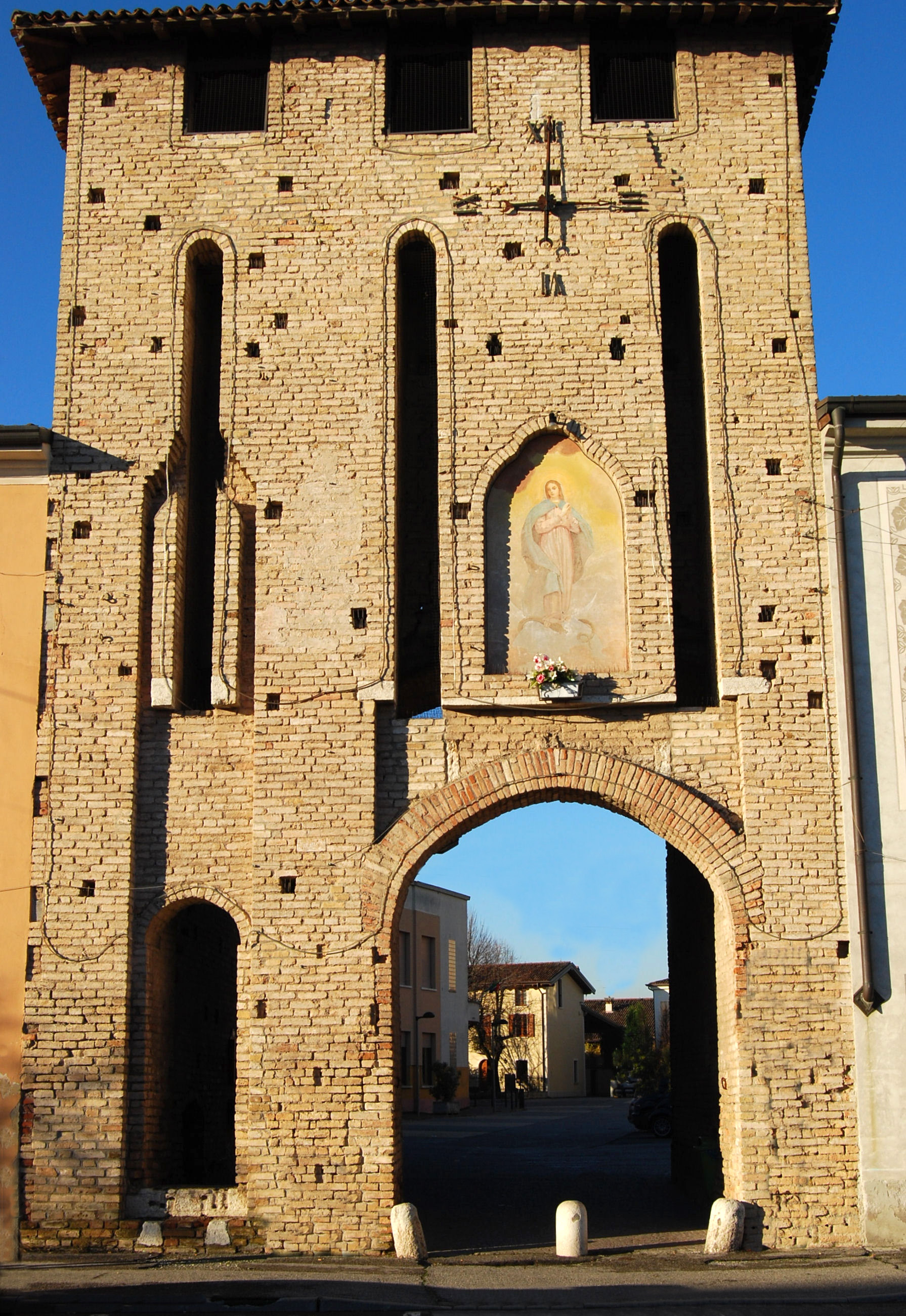
Burganlage in Remedello Sopra

Remedello ist eine norditalienische Gemeinde (comune) mit 3425 Einwohnern (Stand 31. Dezember 2023) in der Provinz Brescia in der Lombardei. Die Gemeinde liegt etwa 29 Kilometer südsüdöstlich von Brescia. Remedello grenzt unmittelbar an die Provinz Mantua. Teilweise bildet der Chiese die Provinzgrenze. 

## Persönlichkeiten
- Giovanni Battista Piamarta (1841–1913); Priester, in Remedello verstorben

## Verkehr
Ein Bahnhof besteht an der Bahnstrecke Parma–Brescia in Remedello Sopra, eine kleinere Bahnstation in Remedello Sotto.

## Remedello-Kultur
Remedello ist der eponyme Fundort der Remedello-Kultur. Benannt ist die archäologische Kultur nach dem 1885 bei Remedello entdeckten Gräberfeld mit 124 zum Teil reich ausgestatteten Gräbern  aus der Kupfersteinzeit. Teile der Funde sind im archäologischen Museum von Remedello ausgestellt.